# Clavulariidae

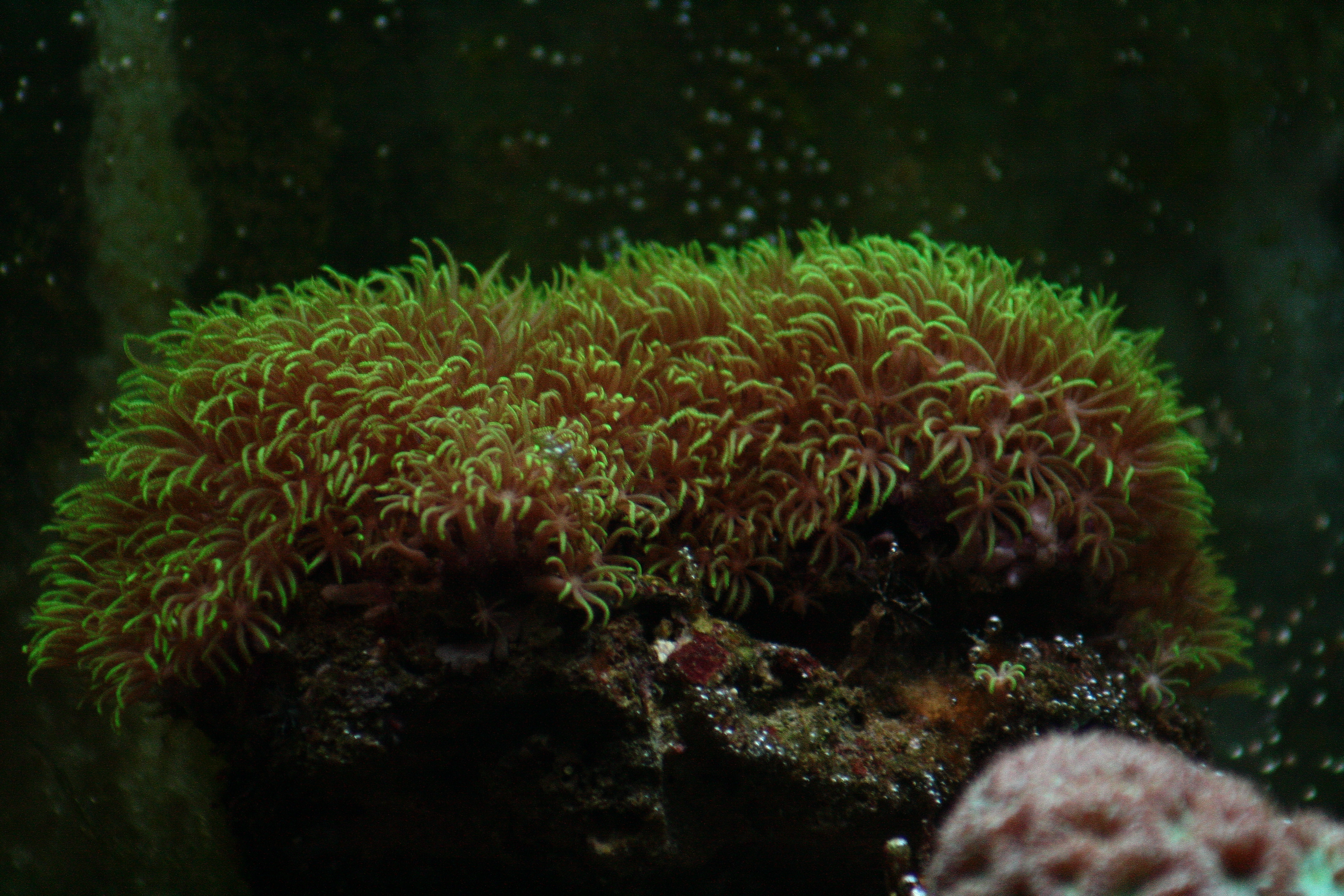
Clavularia viridis

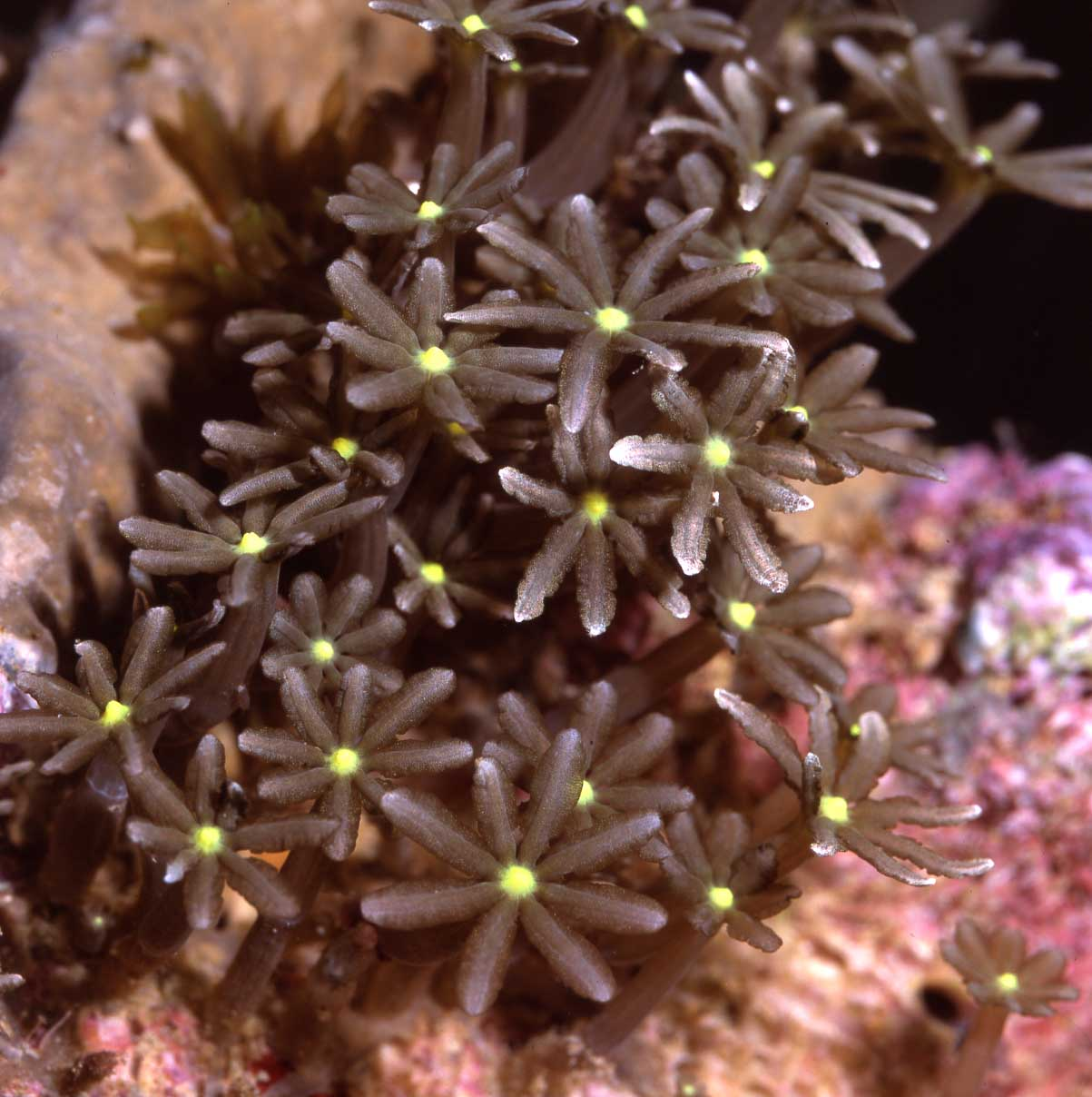
Knopia octocontacanalis

Clavulariidae es una familia de corales marinos que pertenecen al suborden Stolonifera, dentro de la clase Anthozoa. 
Enmarcados comúnmente entre los corales blandos, ya que carecen de esqueleto, como los corales duros del orden Scleractinia, por lo que no son corales hermatípicos. 
Son octocorales que comparten la característica de tener pólipos cortos individuales y retráctiles, conectados por estolones. La conexión de los estolones de los corales forma una red de pólipos, a través de una materia sólida, que, usualmente es incrustante, y ocasionalmente, forma elementos verticales o en pliegues.
La mayoría de especies incluidas en esta familia tienen pobremente desarrollado el mesenterio y, por tanto, no están adaptadas a capturar presas. Su alimentación es fotosintética y mediante absorción de materia orgánica disuelta en el agua.

## Géneros
Clavulariidae comprende los siguientes géneros:
- Azoriella. (Lopez Gonzalez & Gili, 2001)
- Bathytelesto. Bayer, 1981
- Carijoa. Mueller, 1867
- Clavularia. Blainville, 1830
- Cryptophyton. Williams, 2000
- Cyathopodium. Verrill, 1868
- Denhartogia. Ocaña & van Ofwegen, 2003
- Inconstantia. McFadden & van Ofwegen, 2012
- Incrustatus. van Ofwegen, Häussermann & Försterra, 2007
- Knopia. Alderslade & McFadden, 2007
- Moolabalia. Alderslade, 2001
- Paratelesto. Utinomi, 1958
- Phenganax. Alderslade & McFadden, 2011
- Pseudocladochonus. Versluys, 1907
- Rhodelinda. Bayer, 1981
- Rolandia. de Lacaze-Duthiers, 1900
- Sarcodictyon. Forbes (in Johnston), 1847
- Schizophytum. Studer, 1891
- Scleranthelia. Studer, 1878
- Scyphopodium. Bayer, 1981
- Stereosoma. Hickson, 1930
- Stereotelesto. Bayer, 1981
- Telesto. Lamouroux, 1812
- Telestula. Madsen, 1944
- Tesseranthelia. Bayer, 1981